# Julia Jentsch
Julia Jentschová (v němčině Julia Jentsch; * 20. února 1978) je německá filmová a divadelní herečka, nositelka European Film Awards a stříbrného medvěda pro nejlepší herečku za roli Sophie Schollové v historickém filmu Sophie Scholl - Poslední dny (orig. Sophie Scholl – Die letzten Tage).
Hrála také českou Němku Lízu v českém filmu Obsluhoval jsem anglického krále.

## Filmografie
- Zornige Küsse (1999)
- Případy profesora Capellariho: Smrt v cizině (2001, TV film)
- Případy profesora Capellariho: Falešní přátelé (2001, TV film)
- Mein Bruder, der Vampir (2001)
- Julietta (2001)
- Erpressung - Ein teuflischer Pakt, Die (2001, TV film)
- Und die Braut wusste von nichts (2002, TV film)
- Bloch - Tausendschönchen (2002, TV film)
- Tatort - Bitteres Brot (2004, TV film)
- Občanská výchova (orig. Die Fetten Jahre sind vorbei, 2004)
- Země sněhu (orig. Schneeland, 2005)
- Sophie Scholl - Poslední dny (orig. Sophie Scholl – Die letzten Tage, 2005)
- Obsluhoval jsem anglického krále (2006)
- Men Don't Lie (2007)

## Galerie

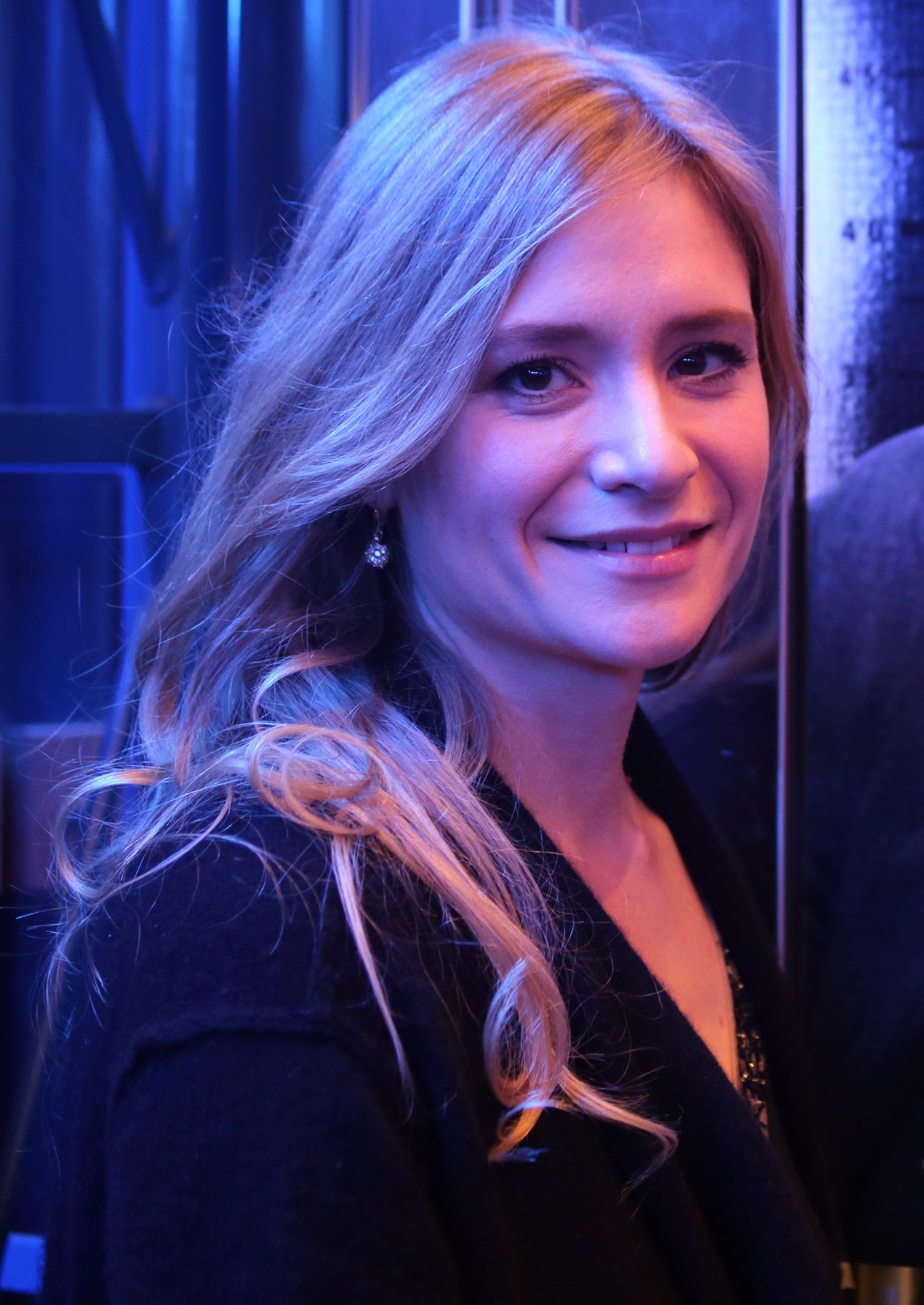
Julia Jentsch